# Józef Korbas
Józef Franciszek Korbas (né le 11 novembre 1914 à Cracovie en Pologne et mort le 2 octobre 1981 à Katowice) était joueur et entraîneur de football polonais.

## Biographie
Attaquant du KS Cracovia (Champion de Pologne 1937) et de l'équipe de Pologne où il joue deux matchs, Korbas fait d'excellents débuts nationaux.
Le 12 septembre 1937 à Sofia, contre la Bulgarie, il inscrit trois buts et le match se termine sur un score nul 3-3. Dans l'histoire du football polonais, seuls deux joueurs inscriront un coup du chapeau lors de leur premier match, lui et Zygmunt Steuermann. Le second et dernier match de Korbas a lieu à Varsovie le 25 septembre 1938 contre la Yougoslavie (4-4), match où il inscrit un but.
Il joue pour le Cracovia entre 1935 et 1939, avec 54 buts en 69 matchs. Il était réputé pour ses tirs très puissants.
Durant l'occupation allemande de la Pologne, il est arrêté en 1942 par les nazis et interné en mars 1943 dans le camp de concentration d'Auschwitz. Il est ensuite envoyé dans le camp de concentration de Sachsenhausen. Après y avoir survécu, il rentre ensuite en Pologne et devient entraîneur. 
Il entraîne le Stilon Gorzów en 1954.
Korbas meurt le 2 octobre 1981 à Katowice.